# 媵妾邓佳氏
媵妾邓佳氏（1896年—1942年6月:218，220），醇亲王载沣妾室，溥仪庶母。
1913年:218，十八歲的邓佳氏成为载沣的妾室。载沣妻子，溥仪、溥傑生母嫡福晉瓜爾佳氏在当时“女子不妒便是德”的环境压力下，“虽非出情愿但又玉成其事”:220。
溥傑称邓佳氏为父亲的“次妻”:220。学者賈英華称邓佳氏为侧福晋。宣統十年八月（1918年），醇亲王府向遜清小朝廷宗人府提交的文书，称她为“醇亲王媵妾”。邓佳氏共生有两子、四女，即载沣第三子溥倛、第四子溥任，第四女韫娴、第五女韫馨、第六女韫娱、第七女韞歡。
溥傑评价庶母邓佳氏“平日很老实”:220。学者賈英華则称邓佳氏“以勤朴爱学著称”。
1942年六月，邓佳氏逝世:218。